# Waterpolo op de Olympische Zomerspelen 1908

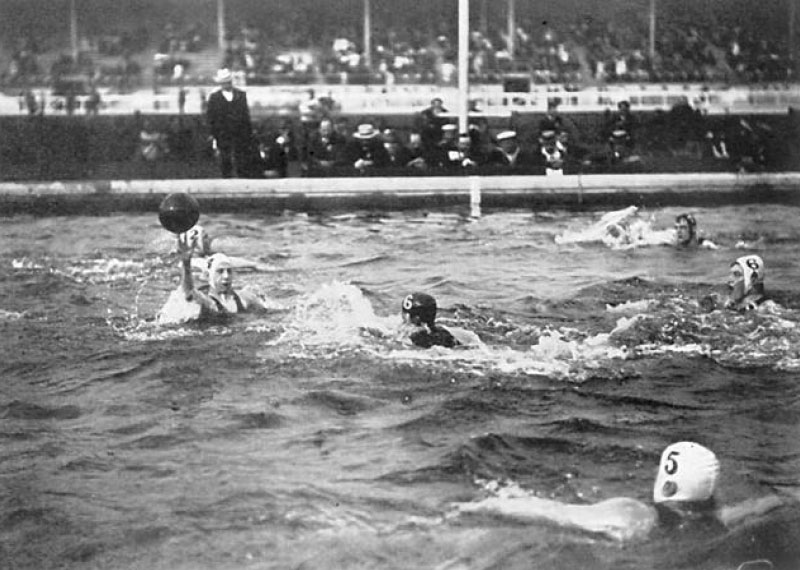
de waterpolo finale

Waterpolo is een van de sporten die beoefend werden tijdens de Olympische Zomerspelen 1908 te Londen.

## Mannen
De vier deelnemende landen speelden een knock-outtoernooi.
Aanvankelijk hadden zich 6 landen aangemeld, echter Oostenrijk en Hongarije trokken zich na de loting terug.

### Eerste ronde
| België | 8 - 1   | (3-1)   | Nederland |
| Zweden | forfait | forfait | Hongarije |

### Halve finales
| België           | 8 - 4   | (4-3)   | Zweden     |
| Groot-Brittannië | forfait | forfait | Oostenrijk |

### Finale
| Groot-Brittannië | 9 - 2 | (5-2) | België |

### Eindrangschikking
| rang   | land             |
| ------ | ---------------- |
| Goud   | Groot-Brittannië |
| Zilver | België           |
| Brons  | Zweden           |
| 4      | Nederland        |

### Nederlands team
Voor Nederland speelden mee:
- Bouke Benenga
- Johan Cortlever
- Jan Hulswit
- Eduard Meijer
- Karel Meijer
- Piet Ooms
- Johan Rühl (keeper)